# 澄音
澄音（すみね、1994年6月22日 - ）は、兵庫県出身のモデル、女優。
本名は福田 澄音（ふくだ すみね）。身長177cm。体重52kg。血液型O型。特技はジャズダンスとピアノ。
2017年に日本体育大学を卒業。同年、ミス・ワールド・ジャパン2017に出場し、ファイナリストの1人となる。
2018年5月より17LIVEにて配信開始。愛犬はポメラニアンのぺちこ（メス）とゴン太（オス）。

## 出演

### テレビ番組
- 中居正広の金曜日のスマイルたちへ（TBS）
- S -最後の警官-（2014年、TBS）
- 遺産争族（2015年、テレビ朝日） - キャバクラ嬢 役
- 闇金ウシジマくん Season3（2016年、毎日放送） - りりあ 役[5]
- 相棒 season14  第15話 警察嫌い（2016年、テレビ朝日）- 色川真子 役[6]

### CM
- ギンザビューティークリニーク[7]

### ビデオパッケージ
- 三菱電機ビルテクノサービス

### イベント
- 全アジア ヘア&メイクアップコンペティション
- 代官山コレクション 2014（2014年）
- FUTAKOTAMAGAWA COLLECTION（2015年）
- TOKYO MOTOR SHOW 2015（2015年）
- TOKYO AUTO SALON 2016（2016年）
- 東京モーターショー　LEXUSブース（2019年10月）[8]
- 名古屋モーターショー　LEXUSブース（2019年11月）[9]
- 福岡モーターショー　LEXUSブース（2019年12月）[10]
- 札幌モーターショー　LEXUSブース（2020年1月）[11]
- 第22回 EXIA Presents KANSAI COLLECTION 2022S/S 　会場：京セラドーム大阪（2022年3月5日）出演[12]